# 海岸保全区域
海岸保全区域とは、津波、高潮、波浪等による被害から海岸を防護し、国土を保全するために、海岸法の規定に基づき、海岸管理者（都道府県知事）が指定した区域をいう。海岸保全区域においては、海岸を保護する目的で、一定の行為をする場合には、事前に海岸管理者の許可が必要である。

## 海岸保全区域の指定
海岸法において、都道府県知事は、海水又は地盤の変動による被害から海岸を防護するため、一定の区域を海岸保全区域として指定することができるとされている。この指定は、必要最小限度の区域に限ってするものとし、原則として、陸地においては満潮時の水際線から、水面においては干潮時の水際線からそれぞれ50メートルを超えてしてはならないとされている。

## 海岸保全区域の管理
海岸保全区域の管理主体は海岸管理者であり、管理の内容としては、土地等の立入、海岸保全区域台帳の調整及び保管、管理に要する費用の負担がある。

## 海岸保全区域内における制限及び許可

### 海岸保全区域の占用
海岸管理者以外の者が海岸保全区域（公共海岸の土地に限る。）内において、海岸保全施設以外の施設又は工作物を設けて当該海岸保全区域を占用しようとするときは、海岸管理者の許可を受けなければならないとされている。

### 海岸保全区域における行為の制限
海岸保全区域内において、次の行為をしようとする者は、海岸管理者の許可を受けなければならないとされている。
- 第1号：土石（砂を含む。）を採取すること。
- 第2号：水面又は公共海岸の土地以外の土地において、他の施設等を新設し、又は改築すること。
- 第3号：土地の掘削、盛土、切土その他政令で定める行為をすること。

### 海岸保全区域内の指定区域における施設の損傷等や自動車、船舶の乗入れ等の禁止
何人も、海岸保全区域内において、みだりに次に掲げる行為をしてはならないとされている。
- 第1号：海岸管理者が管理する海岸保全施設その他の施設又は工作物（以下「海岸保全施設等」という。）を損傷し、又は汚損すること。
- 第2号：油その他の通常の管理行為による処理が困難なものとして主務省令で定めるもの[注釈 5]により海岸を汚損すること。
- 第3号：自動車、船舶その他の物件で海岸管理者が指定したものを入れ、又は放置すること。
- 第4号：その他海岸の保全に著しい支障を及ぼすおそれのある行為で政令で定めるもの[注釈 6]を行うこと。

## 他法令による規制との関係
多くの海岸保全区域は、港湾法に基づく港湾隣接地域と重複している。この場合は、その重複範囲においては港湾隣接地域の荷重についての規制が優先されるため、各港湾管理者が定める荷重を超えるものが規制の対象となる。